# Hemiceras punctata
Hemiceras punctata är en fjärilsart som beskrevs av Paul Dognin 1889. Hemiceras punctata ingår i släktet Hemiceras och familjen tandspinnare. Inga underarter finns listade i Catalogue of Life.